# Traktat berliński (1878)

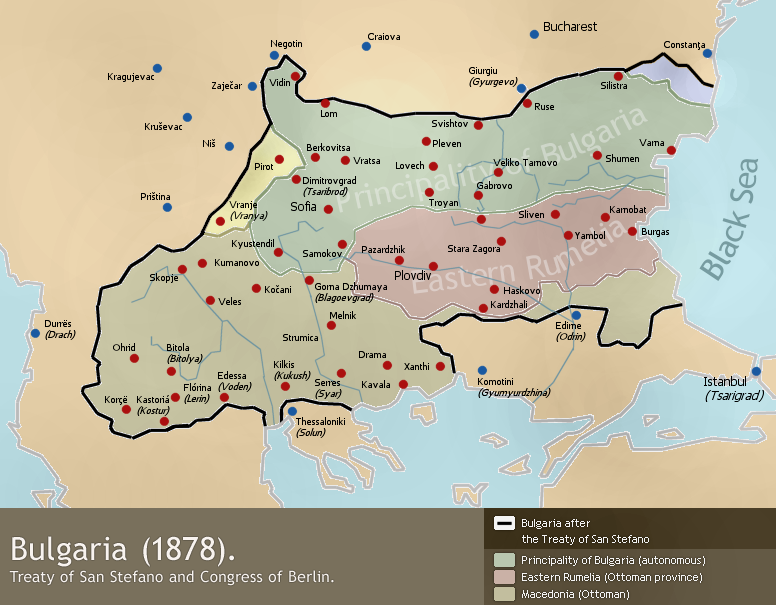
Granice Wielkiej Bułgarii według traktatu w San Stefano i ich korekta po pokoju berlińskim 1878

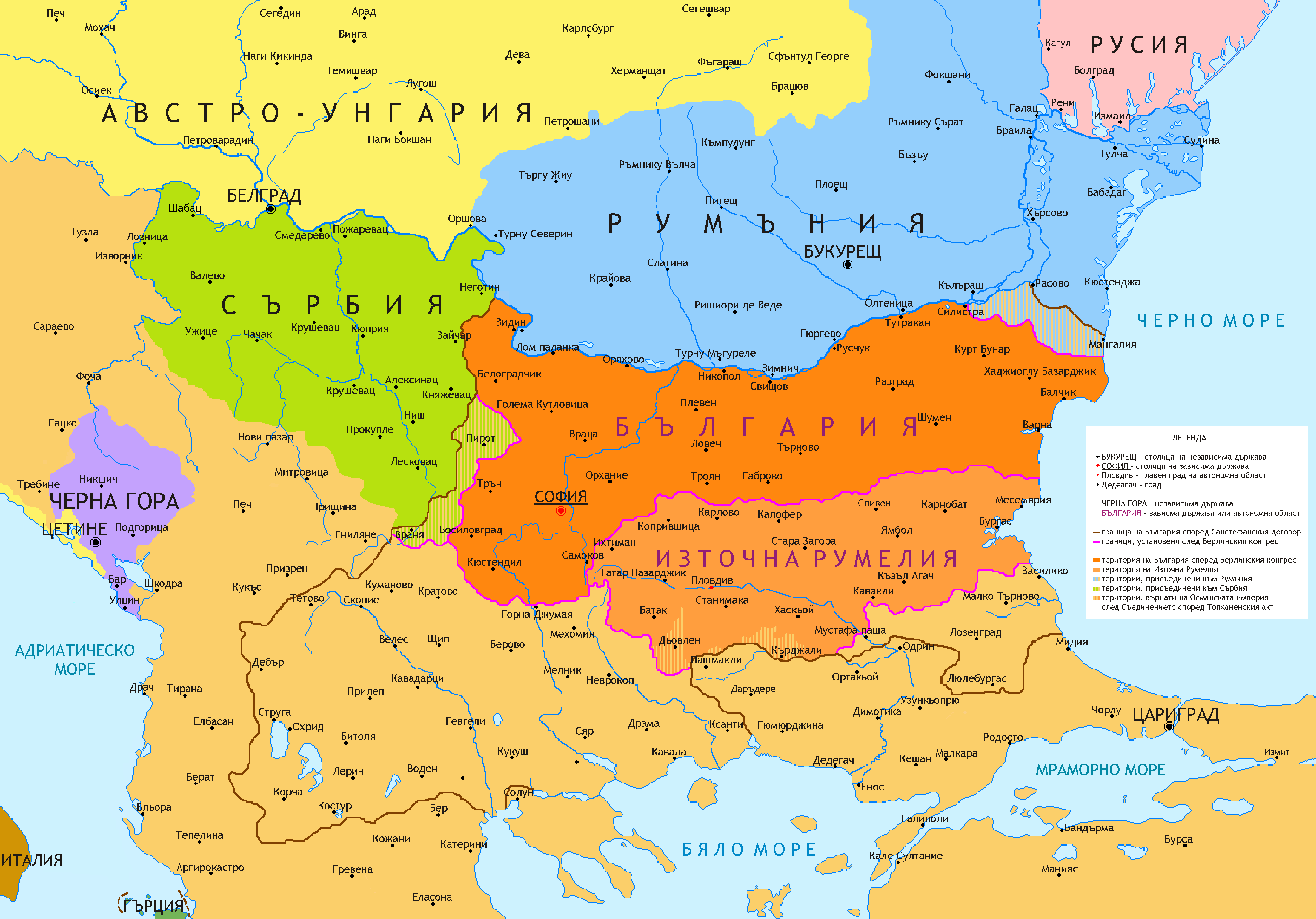
Postanowienia terytorialne traktatu berlińskiego i traktatu w San Stefano

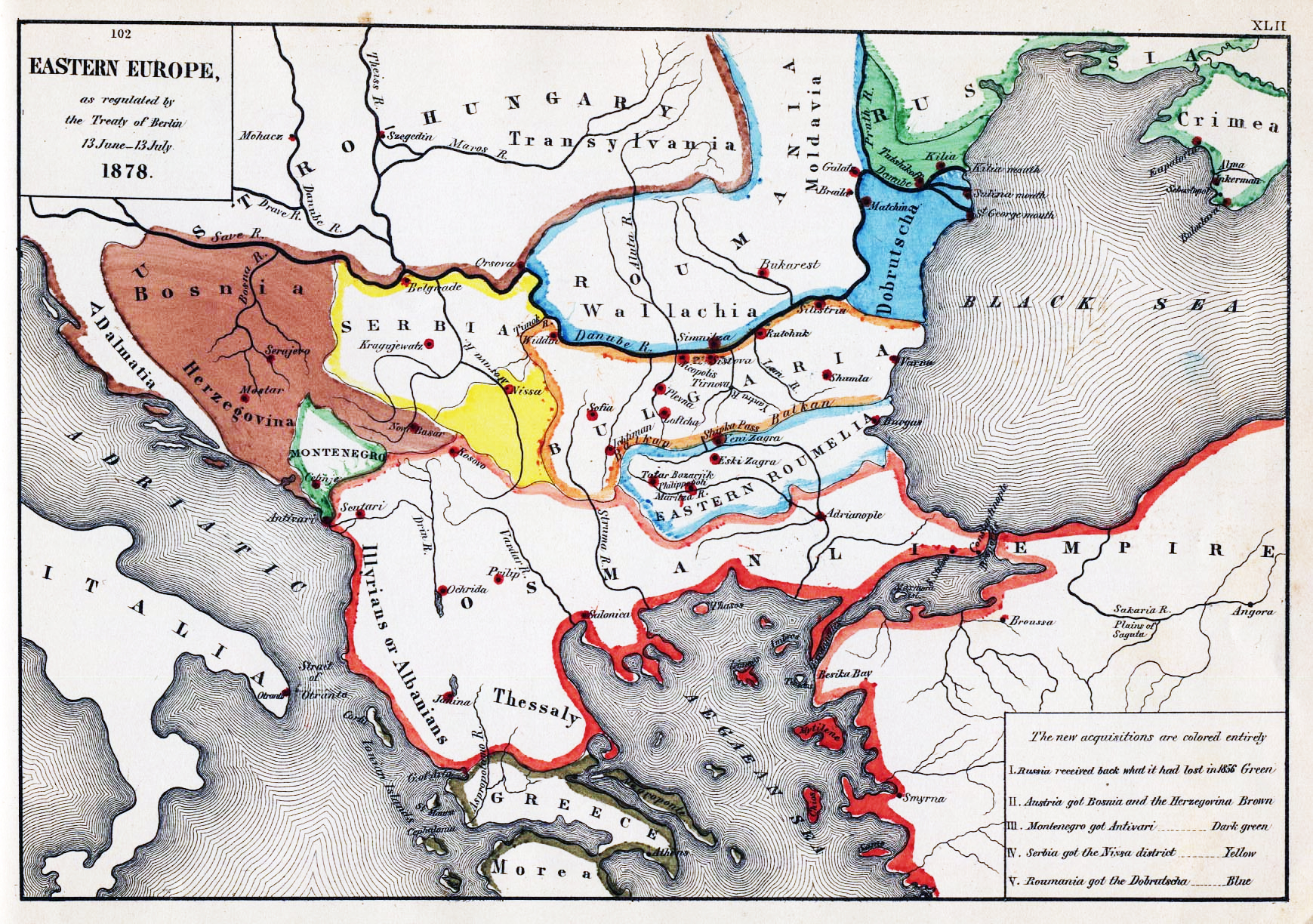
Mapa Europy południowo-wschodniej po zakończeniu kongresu berlińskiego

Traktat berliński – końcowy akt kongresu berlińskiego (13 czerwca–13 lipca 1878), na którym Wielka Brytania, Francja, Austro-Węgry, Cesarstwo Niemieckie, Królestwo Włoch, Imperium Rosyjskie oraz Imperium Osmańskie rządzone przez Abdülhamida II dokonały rewizji traktatu z San Stefano, podpisanego 3 marca tego samego roku.

## Postanowienia
- ustanowiono Księstwo Bułgarii[1]. W imieniu Bułgarii, która została wykluczona z rozmów pokojowych, rozmowy dyplomatyczne prowadziła Rosja[2].
  - uniemożliwiono powstanie tzw. „Wielkiej Bułgarii”, gdyż państwa Europy zachodniej obawiały się rozszerzenia wpływów oraz ekspansji Rosji na Bałkanach.
  - przystano na przyznanie Bułgarii jedynie rozszerzonej autonomii.
  - głównymi przeciwnikami powstania rusofilskiej „Wielkiej Bułgarii” była Wielka Brytania oraz Austro-Węgry[3].
- uznano pełną niepodległość:
  - Rumunii,
  - Serbii
  - oraz Czarnogóry.
- zmuszono Imperium Osmańskie do przyznania szerokiej autonomii Bułgarii oraz Rumelii Wschodniej.
  - oba kraje miały pozostawać zależne od Imperium Osmańskiego (formalnie do 1908).
- autonomii nie uzyskała natomiast Macedonia, która ponownie została włączona w granice państwa tureckiego[4].
- turecka prowincja Bośnia i Hercegowina, a także sandżak nowopazarski zostały oddane pod administrację austriacką.
  - oficjalnie nie stały się częścią monarchii austro-węgierskiej aż do 5 października 1908, gdy Austro-Węgry dokonały formalnej aneksji prowincji, co wywołało tzw. kryzys bośniacki.
- zgodnie z art. 63 Traktat paryski (1856) oraz Traktat londyński (1871) zostały utrzymane w mocy w tych wszystkich postanowieniach, które nie zostały uchylone lub zmienione przez postanowienia poprzedzające.

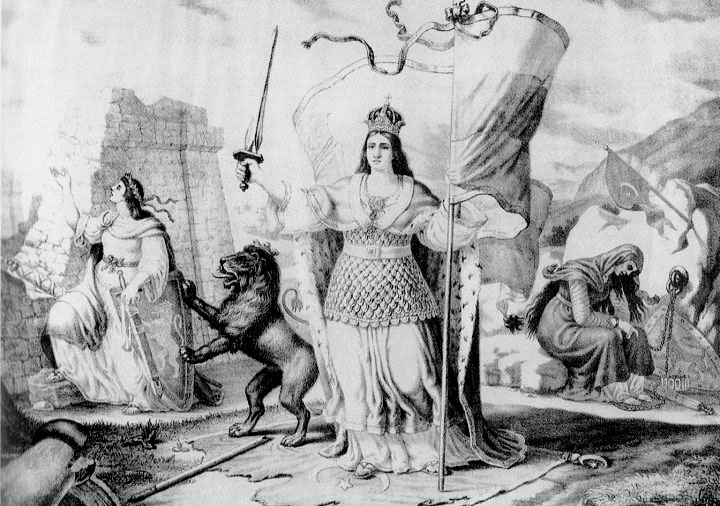
Alegoryczny obraz podzielonej Bułgarii po kongresie berlińskim

## Konsekwencje
Trzy nowo utworzone niepodległe państwa szybko proklamowały się królestwami (Rumunia w 1881, Serbia w 1882 oraz Czarnogóra w 1910). Bułgaria proklamowała pełną niepodległość w 1908 roku po połączeniu się z Rumelią Wschodnią, jako Carstwo Bułgarii. W 1908 roku Austro-Węgry zaanektowały Bośnię, przyczyniając się do powstania poważnego konfliktu dyplomatycznego (kryzys bośniacki).
Ostatnią kwestią, jaką zajął się traktat berliński była ratyfikacja zmian granicy turecko-greckiej. W ramach traktatu, Tesalia oficjalnie weszła w granice Grecji w 1881 roku.